# Baissogyrus savilovi
Baissogyrus savilovi is een keversoort uit de familie van schrijvertjes (Gyrinidae). De wetenschappelijke naam van de soort is voor het eerst geldig gepubliceerd in 1973 door Ponomarenko.